# Campionati europei giovanili di nuoto
I Campionati europei giovanili di nuoto sono una competizione di nuoto e tuffi annuale organizzata dalla European Aquatics.

## Storia
Nacquero nel 1961 a Vienna con il nome di "Criterium internazionale giovanile", riservati a nuotatori e nuotatrici di età non superiore ai 15 anni. Le edizioni successive si svolsero annualmente a Cava de' Tirreni (1962), Parigi (1964) e Barcellona (1965). A partire dal 1967, l'evento assunse la denominazione attuale e una cadenza biennale. Dal 1976 i campionati si tengono negli anni pari, mentre dal 1983 sono diventati un appuntamento annuale. Le competizioni di tuffi, inizialmente organizzate congiuntamente a quelle di nuoto, dal 1990 si svolgono in sedi separate, sebbene con alcune eccezioni (ad esempio nel 2006 e nel 2010, quando le due discipline si disputarono nella stessa sede).
Parallelamente, si svolgono altre discipline acquatiche: il nuoto artistico dal 1980, il nuoto di fondo dal 2003 e i tornei di pallanuoto dal 1970.

## Limiti d'età
Dal 1983 il limite d'età maschile è stato elevato a 16 anni e dal 1987 a 17 anni. A partire dal 1997 partecipano alla manifestazione le nuotatrici di 15 e 16 anni, mentre per i nuotatori l'età è di 17 e 18 anni. A partire dal 1º gennaio 2016, invece, possono partecipare alle gare le ragazze d'età compresa fra i 14 ed i 17 anni e i ragazzi d'età compresa fra i 15 ed i 18.
Il limite d'età dei tuffi è stato di 16 anni per maschi e femmine fino al 1982, elevato poi per i maschi a 17 anni dal 1983 e dal 1989 portato a 18 anni per entrambi i sessi, inserendo le gare per la categoria ragazzi (fino ai 15 anni).

## Programma
Anche il programma delle gare ha avuto uno sviluppo negli anni: nelle prime edizioni venivano disputate solo una decina di gare individuali, nel 1980 vengono inseriti i 200 m stile libero e i 400 m misti e solo dal 1982 vi sono titoli per le staffette. Dal 1999 si nuotano le gare di 50 metri per gli stili dorso, rana e farfalla e oggi il programma è in pratica identico a quello degli europei assoluti. Il programma dei tuffi prevedeva nel 1967 solo il trampolino: dal 1971 si è aggiunta la piattaforma (non da 10 metri come per le gare di categoria assoluta), dal 1993 il trampolino da 1 metro e dal 2000 le gare di tuffi sincronizzati, che vengono disputate insieme da tuffatori delle due categorie d'età.

## Edizioni
| N° | Anno  | Città            | Paese                  |
| -- | ----- | ---------------- | ---------------------- |
| 1  | 1967  | Linköping        | Svezia                 |
| 2  | 1969  | Vienna           | Austria                |
| 3  | 1971  | Rotterdam        | Paesi Bassi            |
| 4  | 1973  | Leeds            | Regno Unito            |
| 5  | 1975  | Ginevra          | Svizzera               |
| 6  | 1976  | Oslo             | Norvegia               |
| 7  | 1978  | Firenze          | Italia                 |
| 8  | 1980  | Skövde           | Svezia                 |
| 9  | 1982  | Innsbruck        | Austria                |
| 10 | 1983  | Mulhouse         | Francia                |
| 11 | 1984  | Lussemburgo      | Lussemburgo            |
| 12 | 1985  | Ginevra          | Svizzera               |
| 13 | 1986  | Berlino Ovest    | Germania Ovest         |
| 14 | 1987  | Roma             | Italia                 |
| 15 | 1988  | Amsterdam        | Paesi Bassi            |
| 16 | 1989  | Leeds            | Regno Unito            |
| 17 | 1990  | Dunkerque        | Francia                |
| 18 | 1991  | Anversa          | Belgio                 |
| 19 | 1992  | Leeds            | Regno Unito            |
| 20 | 1993  | Istanbul         | Turchia                |
| 21 | 1994  | Pardubice        | Rep. Ceca              |
| 22 | 1995  | Ginevra          | Svizzera               |
| 23 | 1996  | Copenaghen       | Danimarca              |
| 24 | 1997  | Glasgow          | Regno Unito            |
| 25 | 1998  | Anversa          | Belgio                 |
| 26 | 1999  | Mosca            | Russia                 |
| 27 | 2000  | Dunkerque        | Francia                |
| 28 | 2001  | La Valletta      | Malta                  |
| 29 | 2002  | Linz             | Austria                |
| 30 | 2003  | Glasgow          | Regno Unito            |
| 31 | 2004  | Lisbona          | Portogallo             |
| 32 | 2005  | Budapest         | Ungheria               |
| 33 | 2006  | Palma di Maiorca | Spagna                 |
| 34 | 2007  | Anversa-Trieste  | Belgio- Italia         |
| 35 | 2008  | Belgrado-Minsk   | Serbia- Bielorussia    |
| 36 | 2009  | Praga-Budapest   | Rep. Ceca- Ungheria    |
| 37 | 2010  | Helsinki         | Finlandia              |
| 38 | 2011  | Belgrado         | Serbia                 |
| 39 | 2012  | Anversa          | Belgio                 |
| 40 | 2013  | Poznań           | Polonia                |
| 41 | 2014  | Dordrecht        | Paesi Bassi            |
| 42 | 2015* | Baku             | Azerbaigian            |
| 43 | 2016  | Hódmezővásárhely | Ungheria               |
| 44 | 2017  | Netanya          | Israele                |
| 45 | 2018  | Helsinki         | Finlandia              |
| 46 | 2019  | Kazan'           | Russia                 |
| /  | 2020  | Aberdeen         | Regno Unito cancellato |
| 47 | 2021  | Roma             | Italia                 |
| 48 | 2022  | Otopeni          | Romania                |
| 49 | 2023  | Belgrado         | Serbia                 |
| 50 | 2024  | Vilnius          | Lituania               |
| 51 | 2025  | Šamorín          | Slovacchia             |

* gare di nuoto all'interno del programma dei Giochi europei.

## Medagliere complessivo
(aggiornato a Samorin 2025)
- Sono incluse le gare di Nuoto, Tuffi, Nuoto Artistico e Nuoto in Acque Libere.
- Se il nome è in corsivo la nazione non esiste più

| Posizione | Paese                             |      |      |      | Totale |
| --------- | --------------------------------- | ---- | ---- | ---- | ------ |
| 1         | Russia                            | 484  | 306  | 224  | 1014   |
| 2         | Germania                          | 262  | 272  | 261  | 795    |
| 3         | Italia                            | 225  | 290  | 298  | 813    |
| 4         | Ungheria                          | 201  | 170  | 139  | 510    |
| 5         | Germania Est                      | 198  | 149  | 131  | 478    |
| 6         | Regno Unito                       | 159  | 231  | 249  | 639    |
| 7         | Ucraina                           | 145  | 169  | 128  | 442    |
| 8         | Unione Sovietica                  | 142  | 111  | 87   | 340    |
| 9         | Francia                           | 88   | 107  | 123  | 318    |
| 10        | Spagna                            | 86   | 108  | 105  | 299    |
| 11        | Polonia                           | 64   | 65   | 91   | 220    |
| 12        | Romania                           | 50   | 59   | 62   | 171    |
| 13        | Paesi Bassi                       | 42   | 56   | 59   | 157    |
| 14        | Svezia                            | 38   | 55   | 85   | 178    |
| 15        | Germania Ovest                    | 36   | 46   | 70   | 152    |
| 16        | Turchia                           | 30   | 20   | 31   | 81     |
| 17        | Grecia                            | 23   | 24   | 68   | 115    |
| 18        | Danimarca                         | 22   | 24   | 16   | 62     |
| 19        | Austria                           | 19   | 11   | 16   | 46     |
| 20        | Bielorussia                       | 17   | 16   | 23   | 56     |
| 21        | Lituania                          | 16   | 10   | 10   | 36     |
| 22        | Croazia                           | 15   | 18   | 18   | 51     |
| 23        | Rep. Ceca                         | 13   | 14   | 17   | 44     |
| 24        | Atleti Individuali Neutrali       | 11   | 6    | 7    | 24     |
| 25        | Slovenia                          | 9    | 11   | 16   | 36     |
| 26        | Bulgaria                          | 9    | 11   | 5    | 25     |
| 27        | Cecoslovacchia                    | 9    | 10   | 9    | 28     |
| 28        | Irlanda                           | 9    | 6    | 9    | 24     |
| 29        | Belgio                            | 8    | 17   | 19   | 44     |
| 30        | Serbia                            | 8    | 6    | 5    | 19     |
| 31        | Svizzera                          | 7    | 17   | 13   | 37     |
| 32        | Estonia                           | 7    | 5    | 6    | 18     |
| 33        | Bosnia ed Erzegovina              | 6    | 4    | 1    | 11     |
| 34        | Finlandia                         | 5    | 17   | 16   | 38     |
| 35        | Israele                           | 5    | 11   | 18   | 34     |
| 36        | Portogallo                        | 5    | 10   | 12   | 27     |
| 37        | Jugoslavia                        | 3    | 7    | 4    | 14     |
| 38        | Fær Øer                           | 3    | 0    | 0    | 3      |
| 39        | Moldavia                          | 2    | 3    | 3    | 8      |
| 40        | Serbia e Montenegro               | 2    | 3    | 0    | 5      |
| 41        | Lussemburgo                       | 2    | 1    | 1    | 4      |
| 42        | Comunità degli Stati Indipendenti | 2    | 1    | 0    | 3      |
| 43        | Islanda                           | 1    | 5    | 1    | 7      |
| 44        | Macedonia del Nord                | 1    | 4    | 2    | 7      |
| 45        | Slovacchia                        | 1    | 2    | 5    | 8      |
| 46        | Canada                            | 1    | 0    | 0    | 1      |
| 47        | Norvegia                          | 0    | 8    | 12   | 20     |
| 48        | Lettonia                          | 0    | 1    | 2    | 3      |
| 49        | Cipro                             | 0    | 0    | 2    | 2      |
| 50        | Armenia                           | 0    | 0    | 1    | 1      |
| 50        | Azerbaigian                       | 0    | 0    | 1    | 1      |
| 50        | Georgia                           | 0    | 0    | 1    | 1      |
| Totale    | Totale                            | 2491 | 2497 | 2482 | 7470   |